# 龙飞凤
龙飞凤（1977年11月—），湖南江华人。女，瑶族。加入中国共产党。零陵工业学校计算机及应用专业毕业。
2013年，当选第十二届全国人民代表大会湖南地区代表。2016年时，任永州市江华瑶族自治县县长。